# Joseph Beyrle
Joseph Beyrle (25 août 1923 à Muskegon - 12 décembre 2004 à Toccoa) est un militaire de l'armée de terre des États-Unis.
Il doit sa renommée au fait d'être le seul Américain à avoir combattu pendant la Seconde Guerre mondiale à la fois dans l'armée des États-Unis, puis celle de l'URSS, dans laquelle il a été intégré après s'être échappé d'un camp de prisonniers de guerre et avoir rencontré pendant sa fuite une unité de l'Armée rouge.

## Biographie

### Avant-guerre
Joseph Beyrle naît le 25 août 1923 à Muskegon dans le Michigan dans une famille d'origine allemande. Ses grands-parents avaient émigré aux États-Unis en provenance de Bavière et l'allemand est fréquemment parlé dans la famille si bien que Joseph connaît quelques difficultés en anglais lors de ses premières années de scolarité. Dans le contexte de la Grande Dépression, la famille Beyrle connaît de fortes difficultés financières. Les deux frères aînés de Joseph, John et Bill, intègrent le Civilian Conservation Corps dans les années 1930 afin de subvenir aux besoins du foyer. La situation ne s'arrangeant pas, les autres frères et sœurs plus âgés de Joseph quittent tour à tour la scolarité pour travailler et lui-même est embauché chez un barbier parallèlement à l'école. Alors qu'il envisage à son tour de quitter les études pour travailler, ses parents, qui souhaitent voir au moins l'un de leurs enfants diplômé, parviennent à le convaincre de poursuivre sa scolarité. Il obtient son diplôme d'études secondaires en juin 1942 à la Saint-Joseph High School et se fait remarquer par ses qualités athlétiques et ses talents en baseball et en athlétisme. Mais alors qu'il se voit proposer une bourse d'études pour l'université Notre-Dame-du-Lac à South Bend dans l'Indiana assortie d'une place dans la section baseball des Fighting Irish, l'équipe universitaire, Joseph Beyrle décide de s'engager dans l'armée.

### Engagement dans l'armée américaine
Joseph Beyrle, après avoir vu une affiche promotionnelle dans les rues de Muskegon, souhaite s'engager dans les troupes aéroportées. Au centre de recrutement, il doit avouer qu'il est daltonien et s'inquiète de savoir si cela risque de le disqualifier pour les parachutistes, sachant que les signaux de saut à l'intérieur de l'avion sont des lampes rouges et vertes. Le recruteur lui déclare alors : « Ne vous inquiétez pas, une douzaine de gars vous pousseront quand la lumière sera verte » puis pose un tampon d'approbation sur son dossier. Déplacé au Camp Toccoa en Géorgie où il est affecté au 506e régiment d'infanterie parachutée (506th PIR). Après une dure formation de base durant laquelle il devient technicien spécialiste en radio et en explosifs, il effectue sa formation parachutiste à Fort Benning. En 1943, le 506th PIR est envoyé en Angleterre où, intégré dans la 101e division aéroportée, il s'entraîne pendant un an en vue de l'opération Overlord. Durant cette période, Beyrle est sélectionné pour prendre part à des missions clandestines destinées à convoyer de l'argent à la Résistance intérieure française. Ainsi, en avril 1944, il est parachuté près d'Alençon avant de rejoindre l'Angleterre une dizaine de jours plus tard puis réalise une mission similaire en mai. 
Dans la nuit du 5 au 6 juin 1944, Joseph Beyrle saute cette fois avec son régiment dans le cadre de l'opération Albany, composante du débarquement de Normandie. Il s'agit de son troisième saut dans la région ce qui lui permettra d'arborer trois étoiles sur son badge de parachutiste. Victime des tirs de la flak, les Douglas C-47 Skytrain transportant les parachutistes sont contraints de modifier leurs trajectoires et les hommes se retrouvent dispersés tout autour de la zone d'atterrissage prévue. Se retrouvant seul, Beyrle progresse à travers le bocage normand pour tenter de rejoindre son unité, parvenant au passage à infliger quelques dégâts aux troupes allemandes en sabotant à l'explosif une station électrique à Saint-Côme-du-Mont. Mais dans la nuit, en traversant une haie, il tombe accidentellement dans une fosse de mitrailleuse où se trouve une douzaine de Fallschirmjäger. Fait prisonnier, Joseph Beyrle est mené au quartier-général allemand pour y être interrogé.

### Captivité et premières tentatives d'évasion

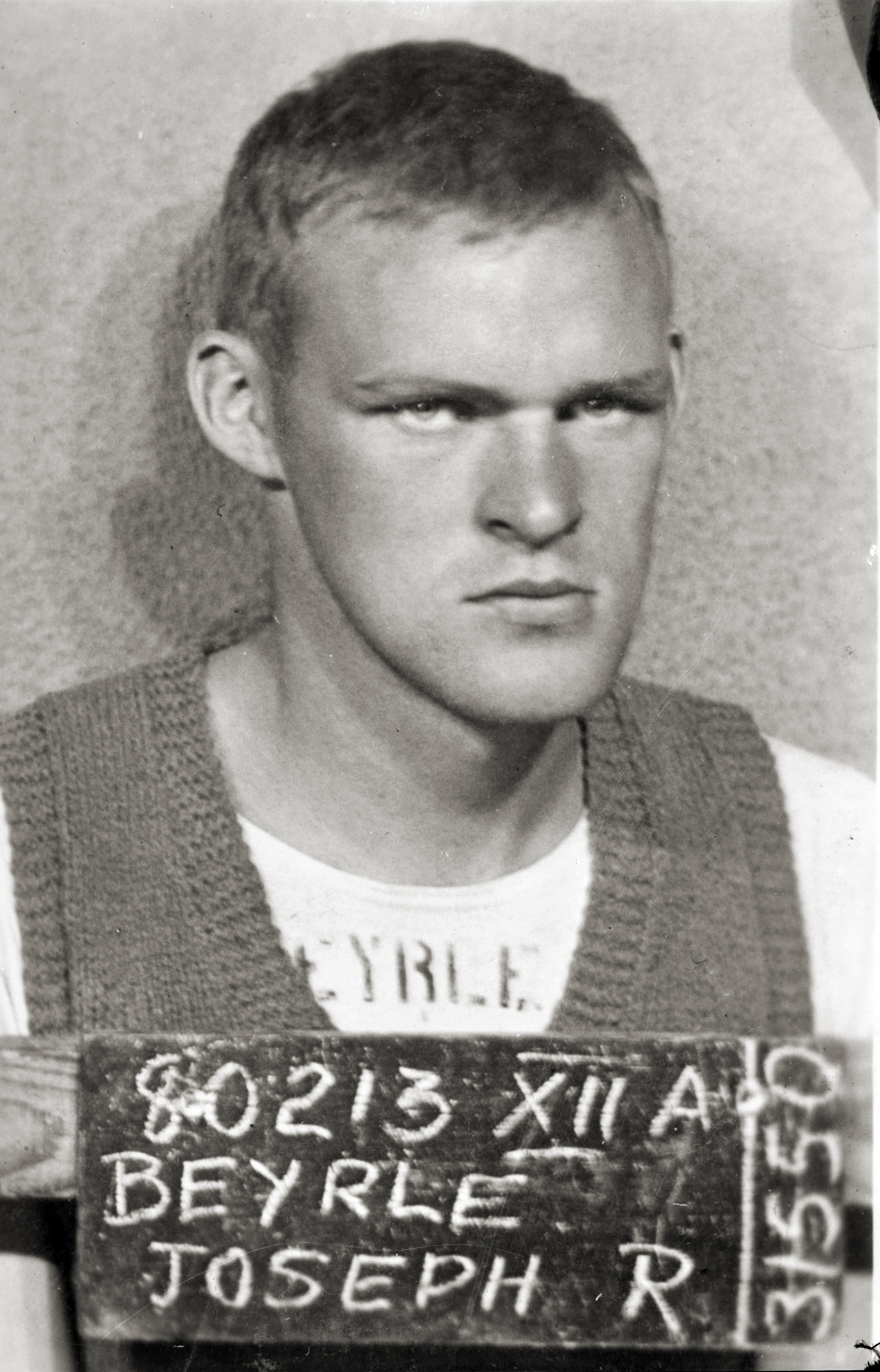
Joseph Beyrle en captivité au Stalag XII-A.

Joseph Beyrle et plusieurs autres prisonniers américains sont transportés vers la ville de Carentan. Mais pendant le trajet, le convoi allemand est frappé par un tir d'artillerie. Blessé par des éclats d'obus, Beyrle reprend vite conscience et soigne deux blessés avant de prendre la fuite avec deux autres Américains. Mais blessés et sans armes, les hommes sont vite repris par les Allemands qui les transportent jusqu'à Saint-Lô puis à Tessy-sur-Vire dans un monastère transformé en centre de détention. Apprenant son ascendance bavaroise, les Allemands sont particulièrement durs avec Beyrle, victime de nombreux coups et brimades. Dans les semaines qui suivent, il est déplacé dans le Nord de la France où les prisonniers de guerre sont employés à réparer des voies de chemin de fer, puis il est transféré à Paris où il prend place dans un convoi ferroviaire qui prend la direction de l'est. Lors du trajet, le train est attaqué par des avions alliés et plusieurs prisonniers sont tués à l'intérieur du wagon. Après cinq jours de voyage, le convoi s'arrête à Limburg an der Lahn où Beyrle est interné au Stalag XII-A. Le 17 septembre 1944, le jour même où son régiment saute sur les Pays-Bas dans le cadre de l'opération Market Garden, Joseph Beyrle est transféré au Stalag III-C (en) à Alt Drewitz, alors sur le territoire du Troisième Reich. Pendant sa détention, il est blessé au bras droit par les tirs des gardes allemands alors que lui et plusieurs de ses compagnons tentaient de voler des pommes de terre.
Dès les premiers jours de captivité, de nombreuses discussions ont lieu entre prisonniers concernant une éventuelle évasion. Joseph Beyrle fait partie d'un comité clandestin responsable de la sécurité et des évasions. Alors que plusieurs tentatives sont déjouées par les Allemands, le comité découvre qu'un agent s'était infiltré parmi les prisonniers et fournissait des informations aux gardes. La taupe étant éliminée, Beyrle et ses compagnons parviennent à soudoyer un garde avec des paquets de cigarettes et passent à travers le grillage du camp. Parvenu jusqu'à une gare de triage, les hommes prennent place dans un wagon de marchandises, espérant aller vers l'est et prendre contact avec la résistance polonaise. Mais une fois le train arrêté, ils constatent avec effroi que celui-ci les a amenés à Berlin. Fort heureusement, ils parviennent à obtenir l'aide d'un travailleur allemand qui les met en contact avec des résistants locaux, lesquels cachent les évadés dans le sous-sol d'une maison. Mais le lendemain, la résidence est investie par la Gestapo et les Américains sont découverts. Amenés au siège de la Gestapo à Berlin, Beyrle et ses compagnons subissent pendant une dizaine de jours les coups et la torture de la police nazie avant qu'un groupe d'officiers de la Wehrmacht ne vienne les réclamer, affirmant que ces prisonniers étaient sous la juridiction de l'armée. Ils sont alors à nouveau envoyés au Stalag III-C et condamnés à trente jours d'isolement qui sont finalement réduits à une semaine grâce à une intervention de la Croix-Rouge.
Toujours actif au sein du comité secret d'évasion du camp, Joseph Beyrle parvient à se procurer une radio grâce à laquelle les prisonniers peuvent se tenir au courant de l'évolution des combats. Ils apprennent ainsi la forte progression de l'armée rouge sur le front de l'Est et les libérations successives de Varsovie, Cracovie et Lodz. Les troupes soviétiques étant entrées sur le territoire allemand, Beyrle et ses compagnons concluent que leur meilleur espoir de retrouver définitivement la liberté est de prendre contact avec l'Armée rouge après leur évasion.

### Évasion et intégration à l'Armée rouge

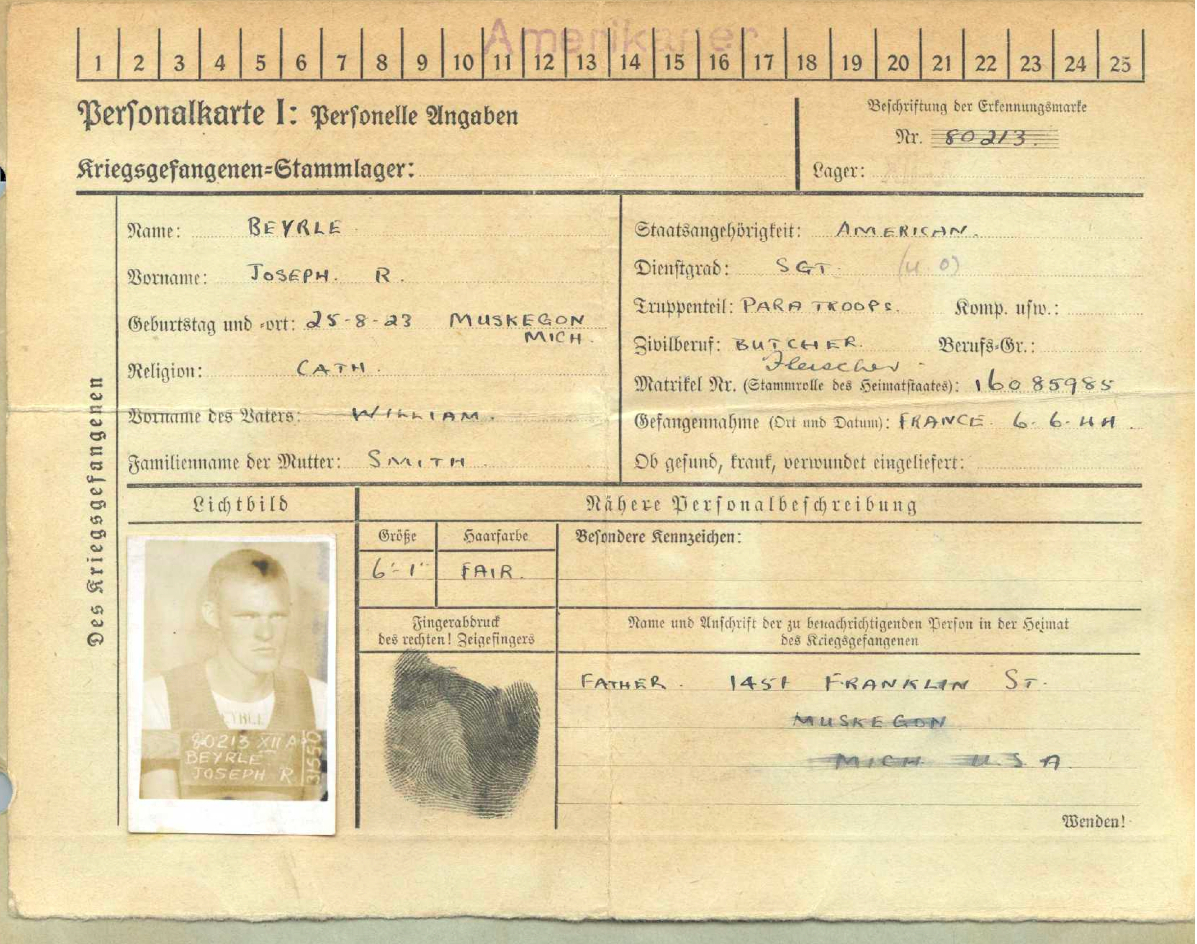
La fiche de prisonnier de Joseph Beyrle.

Alors que des prisonniers sont chargés de faire diversion en simulant une bagarre dans la cour du camp, Beyrle et deux autres Américains se dirigent vers le dispensaire du camp, transportant l'un des trois sur une civière. Une fois à l'infirmerie, les trois hommes parviennent à se faufiler dans des barils destinés à être chargés sur un train de marchandises. Cependant, à l'extérieur du camp, le wagon se renverse. Les deux compagnons de Beyrle sont abattus par les gardes mais lui parvient à se mettre à couvert et trompe le flair des chiens allemands en progressant dans un ruisseau. Il prend alors la direction de l'est. Après trois jours de marche sur le territoire allemand et alors qu'il se cachait dans une grange, Joseph Beyrle entend des voix parlant russe à l'extérieur. Sortant les mains en l'air en brandissant un paquet de cigarettes américaines, il crie aux hommes en face de lui les seuls mots russes qu'il connaît : « Amerikanski tovaritch ! » (camarade américain). Les soldats soviétiques, appartenant à la 1re armée de tanks de la Garde, le mènent vers leur commandant, la capitaine Aleksandra Samusenko, qui après plusieurs minutes d'interrogatoire l'autorise à se battre dans son unité (l'Armée rouge manque cruellement de fantassins, recrutant systématiquement les déportés et prisonniers libérés de leurs camps) et lui fournit uniforme, équipement et PPSh-41. Beyrle est surpris de voir que les Soviétiques utilisent aux côtés de leurs chars T-34 des M4 Sherman américains, ceux-ci ayant été vendus à l'URSS dans le cadre de la loi prêt-bail.
Dans les jours qui viennent, Beyrle progresse avec la 1re armée de tanks de la Garde à travers le territoire allemand. Il utilise ses compétences en explosifs afin de dégager des voies permettant le passage des chars soviétiques. Le 31 janvier 1945, l'Armée rouge parvient au Stalag III-C. Participant à la libération de son ancien camp, il parvient à mettre la main sur son dossier de prisonnier qu'il garde en souvenir. L'avancée soviétique se poursuit en direction de Berlin, Joseph Beyrle participant à certains des combats les plus durs de la campagne. En février, alors qu'il est juché sur un char Sherman dans une colonne en direction de la capitale allemande, le convoi est attaqué par un groupe de Junkers Ju 87. Gravement blessé, Joseph Beyrle est transféré dans un hôpital militaire soviétique de Gorzów. Après quelques jours d'hospitalisation, il a la surprise de voir le maréchal Gueorgui Joukov en personne, venu saluer les blessés. Étonné de rencontrer un soldat américain parmi ses hommes, Joukov demande un interprète afin que Beyrle lui raconte son périple depuis la Normandie. Fasciné par son histoire, le maréchal lui promet de l'aider à rentrer chez lui.

### Retour en Amérique et après-guerre
Le lendemain, Beyrle apprend qu'il est envoyé à Moscou. Escorté par un officier soviétique, il est amené jusqu'à l'ambassade des États-Unis où il est interrogé afin de confirmer son identité. En effet, Joseph Beyrle est officiellement considéré mort au combat à la date du 10 juin 1944. Lors de sa capture pendant la bataille de Normandie, un soldat allemand s'était emparé de ses plaques d'identité qui ont été redécouvertes plus tard par les Américains à proximité d'un corps mutilé et non identifiable. L'armée américaine avait alors conclu que le corps était celui de Beyrle et avait envoyé à sa famille le télégramme annonçant sa mort. La véracité de son récit confirmé, il rejoint un groupe d'anciens prisonniers fraîchement libérés et est envoyé à Odessa où il embarque vers Naples via Istanbul et Port-Saïd. En Italie, il reçoit de nouveaux soins dans un hôpital militaire et est opéré afin d'enlever les nouveaux éclats présents dans son corps. Le 1er avril 1945, il quitte l'Italie pour traverser l'Atlantique et, le 21 avril, il finit par revenir à Muskegon où il retrouve enfin sa famille.
Promu Staff sergeant (en), Joseph Beyrle est démobilisé de l'armée le 28 novembre 1945. Il est embauché à la Brunswick Corporation où il devient responsable des expéditions. Il se marie et a une fille et deux garçons. Son fils aîné, Joseph Beyrle II, a plus tard suivi les traces de son père en combattant dans les rangs de la 101e division aéroportée pendant la guerre du Viêt Nam. Quant au cadet, John Beyrle (en), il a maintenu les liens existant entre la Russie et la famille Beyrle en étant ambassadeur des États-Unis en Russie de 2008 à 2012. Durant ses années de retraite, Joseph Beyrle s'investit dans de nombreuses manifestations rassemblant d'anciens combattants, notamment l'American Legion. En 1994, cinquante ans après ses exploits au sein des deux armées, il est reçu à la Maison-Blanche par le président américain Bill Clinton et le président russe Boris Eltsine. Le 12 décembre 2004, alors qu'il visitait le camp de Toccoa où il avait été formé avec le 506th PIR, Joseph Beyrle meurt dans son sommeil. Il reçoit des funérailles militaires et est inhumé au cimetière national d'Arlington.

## Décorations
|  | |  |  |  |  |
|  | Bronze oak leaf cluster · Bronze oak leaf cluster · Bronze oak leaf cluster · Bronze oak leaf cluster |  |  |  |  |
|  | |  |  |  |  |
|  | |  |  |  |  |
|  | |  |  |  |  |
|  | |  |  |  |  |
|  | |  |  |  |  |
|  | |  |  |  |  |
|  | |  |  |  |  |

| Combat Infantryman Badge             |                                      |                                                                                          |                                                                                          |                                                                                                  |                                                                                                  |
| Bronze Star                          | Bronze Star                          | Purple Heart Avec quatre feuilles de chêne                                               | Purple Heart Avec quatre feuilles de chêne                                               | Prisoner of War Medal                                                                            | Prisoner of War Medal                                                                            |
| Good Conduct Medal                   | Good Conduct Medal                   | American Campaign Medal                                                                  | American Campaign Medal                                                                  | European-African-Middle Eastern Campaign Medal                                                   | European-African-Middle Eastern Campaign Medal                                                   |
| World War II Victory Medal           | World War II Victory Medal           | Croix de guerre 1939-1945 Avec palme                                                     | Croix de guerre 1939-1945 Avec palme                                                     | Médaille de la France libérée                                                                    | Médaille de la France libérée                                                                    |
| Ordre du Drapeau rouge               | Ordre du Drapeau rouge               | Médaille pour la victoire sur l'Allemagne dans la Grande Guerre patriotique de 1941-1945 | Médaille pour la victoire sur l'Allemagne dans la Grande Guerre patriotique de 1941-1945 | Médaille pour la Libération de Varsovie                                                          | Médaille pour la Libération de Varsovie                                                          |
| Médaille Joukov (ru)                 | Médaille Joukov (ru)                 | Médaille Joukov (ru)                                                                     | Médaille du jubilé du 50e anniversaire de la victoire dans la Grand Guerre Patriotique   | Médaille du jubilé du 50e anniversaire de la victoire dans la Grand Guerre Patriotique           | Médaille du jubilé du 50e anniversaire de la victoire dans la Grand Guerre Patriotique           |
| Parachutist Badge Avec trois étoiles | Parachutist Badge Avec trois étoiles | Glider Badge                                                                             | Glider Badge                                                                             | Expert Marksmanship Badge Avec agrafes « Fusil », « Pistolet », « Mitrailleuse » et « Carabine » | Expert Marksmanship Badge Avec agrafes « Fusil », « Pistolet », « Mitrailleuse » et « Carabine » |
| UK Parachutist Badge                 |                                      |                                                                                          |                                                                                          |                                                                                                  |                                                                                                  |
| Presidential Unit Citation           |                                      |                                                                                          |                                                                                          |                                                                                                  |                                                                                                  |

## Hommages
- En 2005, une plaque commémorative lui a été dédiée à l'église de Saint-Côme-du-Mont.
- En 2010, une exposition itinérante consacrée à la vie de Joseph Beyrle a été présentée dans plusieurs villes de Russie, dont Moscou et Saint-Pétersbourg[7].
- À Muskegon, sa ville natale, l'USS Silversides (en), sous-marin transformé en navire musée, consacre l'une de ses salles à Joseph Beyrle[8].
- En 2024, lors des commémorations du 80ème anniversaire du D-Day, une rue porte son nom à Saint-Côme-du-Mont (Manche).